# Corvus ruficollis
Il corvo collorosso o corvo collobruno, anche noto come corvo del deserto (Corvus ruficollis Lesson, 1830) è un uccello passeriforme della famiglia dei Corvidi.

## Etimologia
Il nome scientifico della specie, ruficollis, deriva dal latino e significa "dal collo rossiccio", in riferimento alla colorazione di questi uccelli: il loro nome comune altro non è che la traduzione di quello scientifico.

## Descrizione

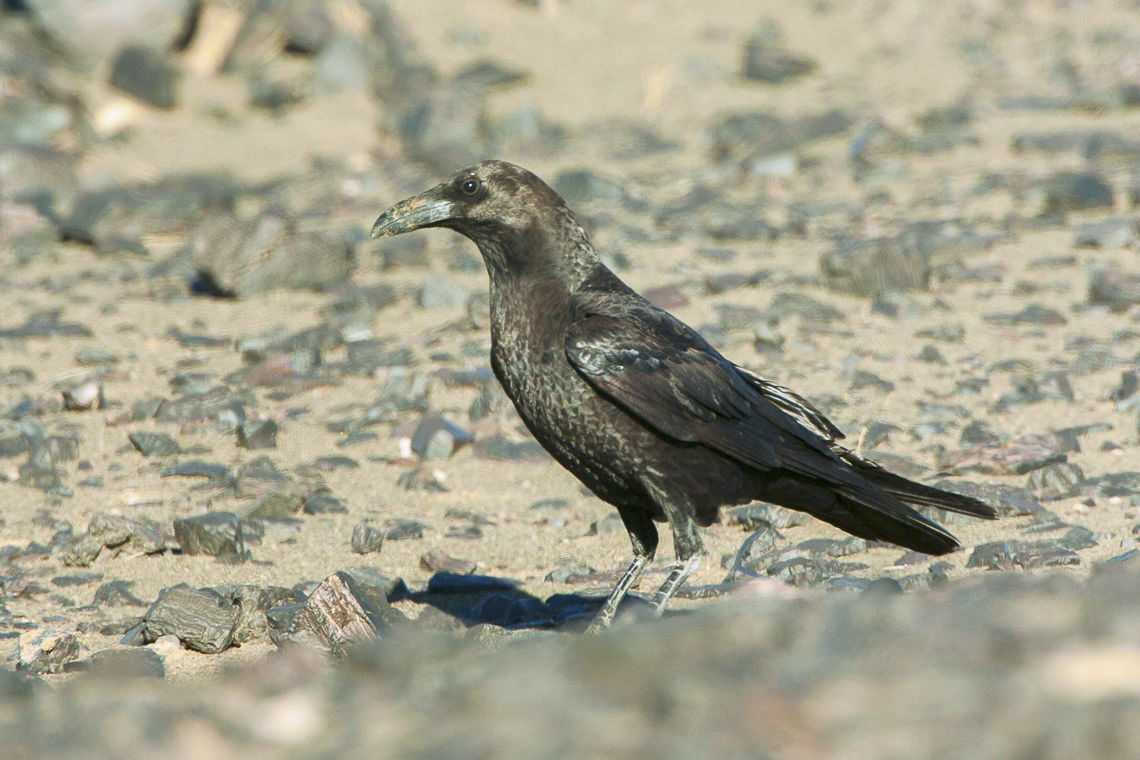
Esemplare al suolo a Merzouga.

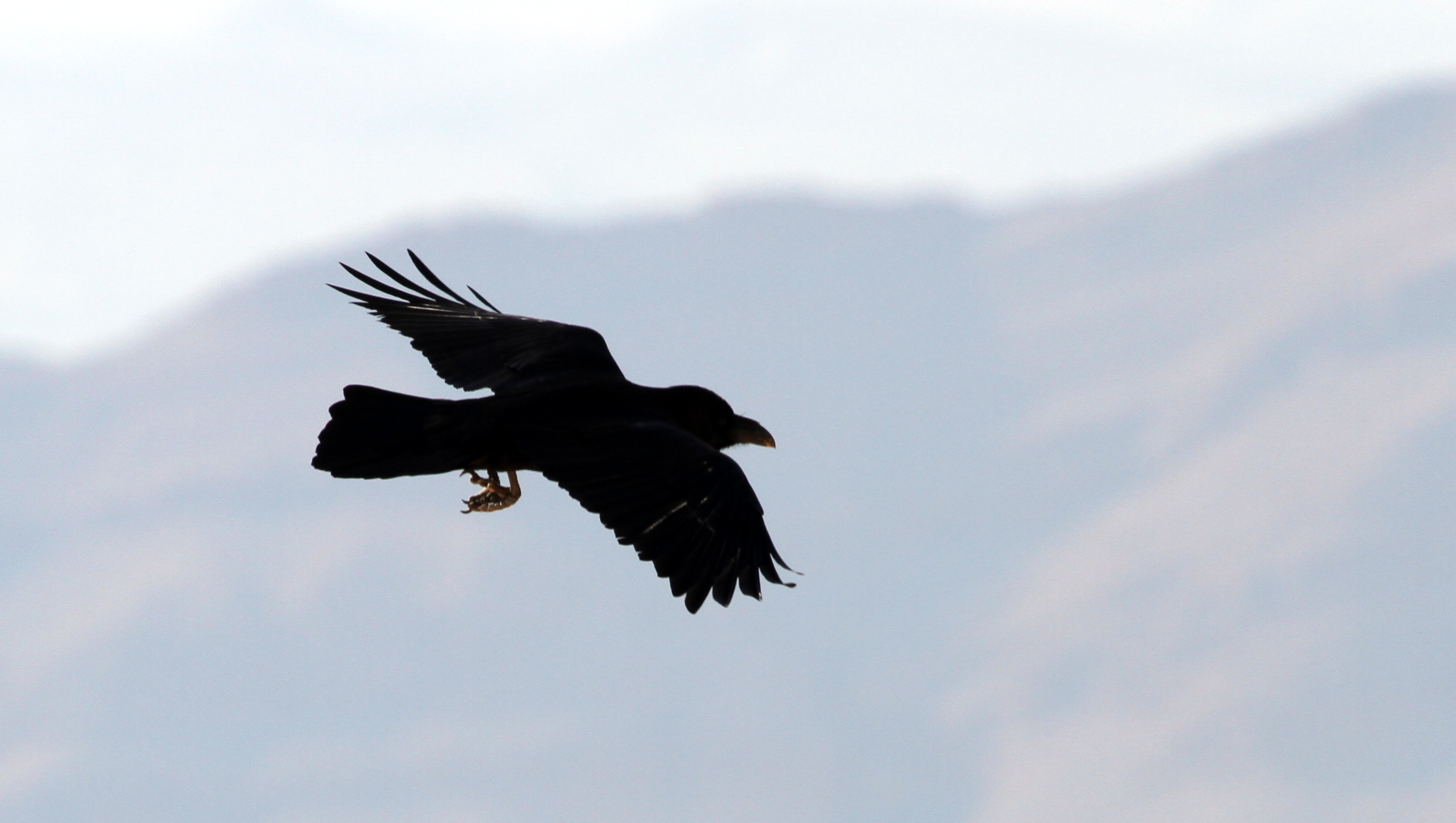
Esemplare in volo sul Negev.

### Dimensioni
Misura 52-56 cm di lunghezza, per un peso di 500-647 ed un'apertura alare che raggiunge i 110 cm.

### Aspetto
Si tratta di uccelli dall'aspetto robusto e slanciato, muniti di testa ovale e allungata con forte becco conico e appuntito, lievemente arcuato verso il basso, collo robusto, lunghe ali digitate, zampe lunghe e forti, coda piuttosto lunga e dall'estremità cuneiforme.

Nel complesso, il corvo collorosso rassomiglia notevolmente all'affine corvo imperiale, rispetto al quale presenta dimensioni minori e becco più corto e sottile maggiormente ricurvo nella sua parte distale, oltre che barbe golari in proporzione più lunghe e tendenti a biforcarsi in punta ed all'inconfondibile colorazione che rende questa specie quasi immediatamente riconoscibile rispetto a qualsiasi altra.
Il piumaggio si presenta fondamentalmente di colore nero lucido, con riflessi metallici di colore bluastro o purpureo su ali e coda: su testa, collo e petto la colorazione tende vistosamente a virare verso il color bruno-ruggine, ed in generale tale colorazione tende ad espandersi a quasi tutto il piumaggio (in particolar modo nell'area ventrale) man mano che l'animale si avvicina alla successivamuta.

I due sessi sono del tutto simili nella colorazione.
Il becco e le zampe sono di colore nero: gli occhi sono invece di colore bruno scuro.

## Biologia

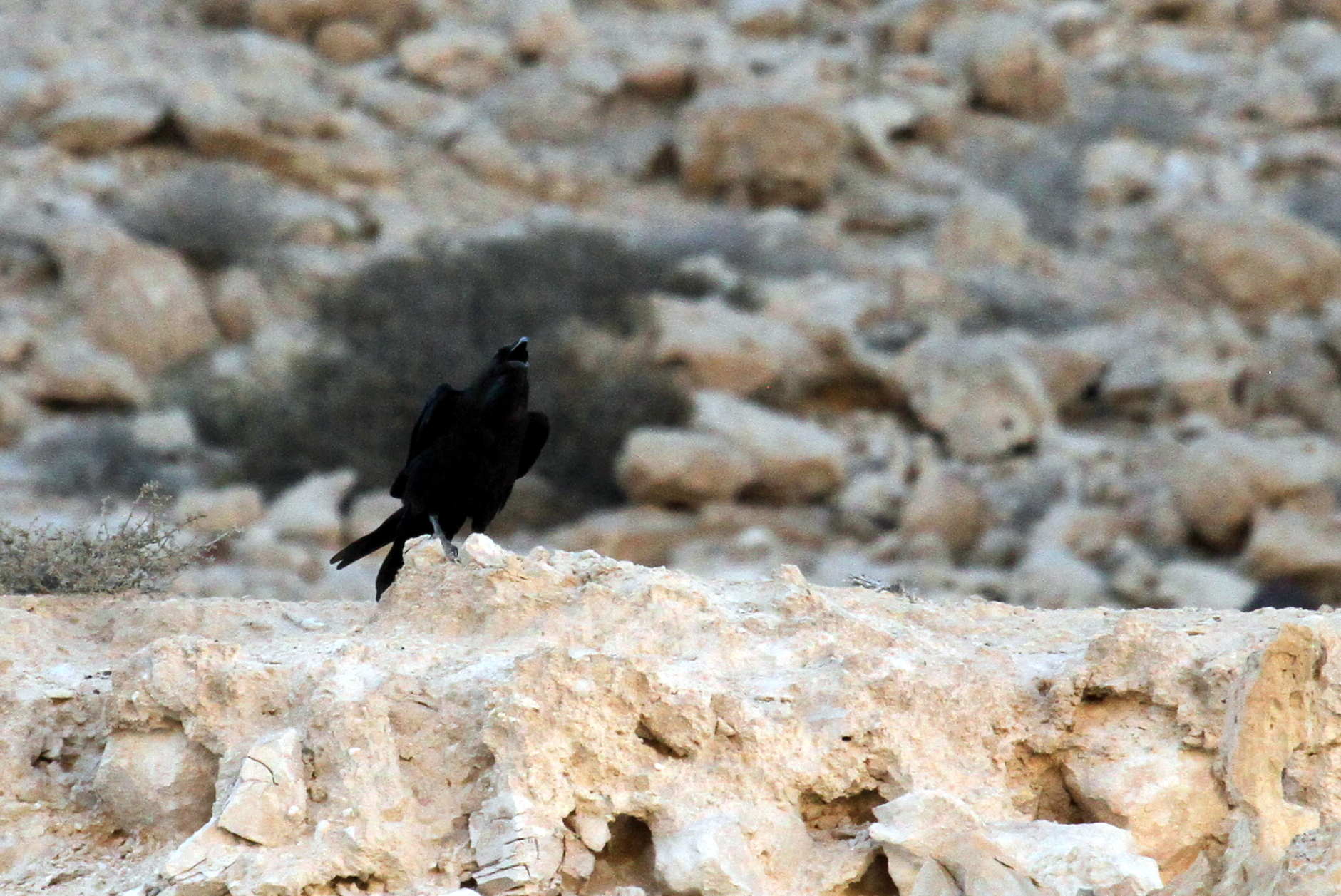
Esemplare vocalizza in Israele.

Il corvo collobruno è un uccello dalle abitudini di vita diurne e poco sociali (anche in virtù dell'ambiente inospitale occupato dalla specie), che vive perlopiù da solo o in coppie. I territori occupati da queste specie sono abbastanza ampi e vengono tenacemente difesi da eventuali intrusi conspecifici.
Il richiamo di questi uccelli è rappresentato da un gracchio secco e monotono ripetuto solitamente tre volte, con intensità differente a seconda dello stato d'animo dell'animale: similmente a molti corvidi, anche il corvo collobruno è in grado di imitare i suoni dell'ambiente circostante.

### Alimentazione
Anche in virtù dell'ambiente inospitale che occupa, il corvo collobruno è un uccello onnivoro e molto opportunista, nel quale la componente carnivora della dieta prevale su quella vegetariana.
Fra i cibi di origine animale consumati da questi uccelli vi sono principalmente insetti ed altri invertebrati, perlopiù terrestri (molluschi, locuste e grilli), piccoli vertebrati (topolini, lucertole, serpentelli, uova e nidiacei, pesce) e carcasse, mentre fra gli alimenti di origine vegetale figurano frutta, bacche, semi e granaglie.
I corvi collobruno sono molto intelligenti ed escogitano vari metodi per reperire il cibo: in alcune osservazioni sul campo, essi hanno dimostrato di collaborare fra loro per stanare e predare con successo i piccoli rettili.

### Riproduzione

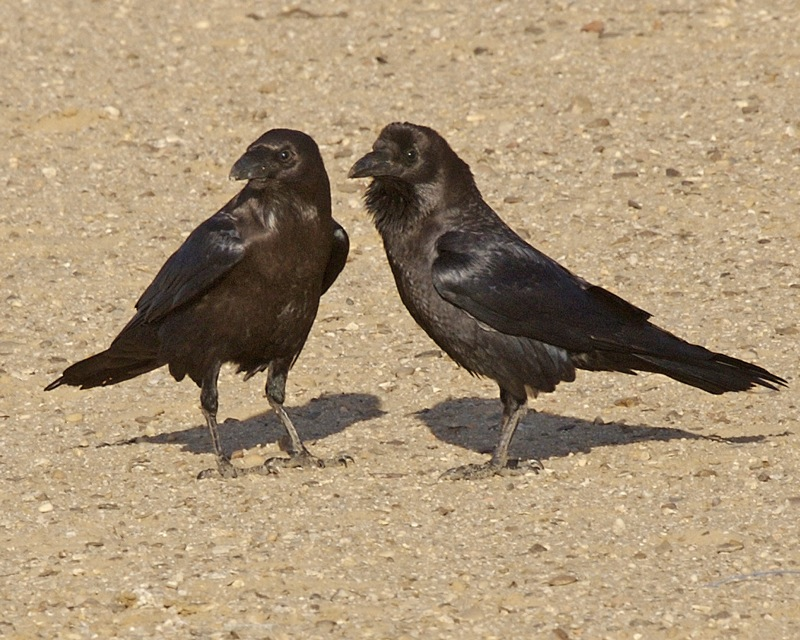
Coppia in Egitto.

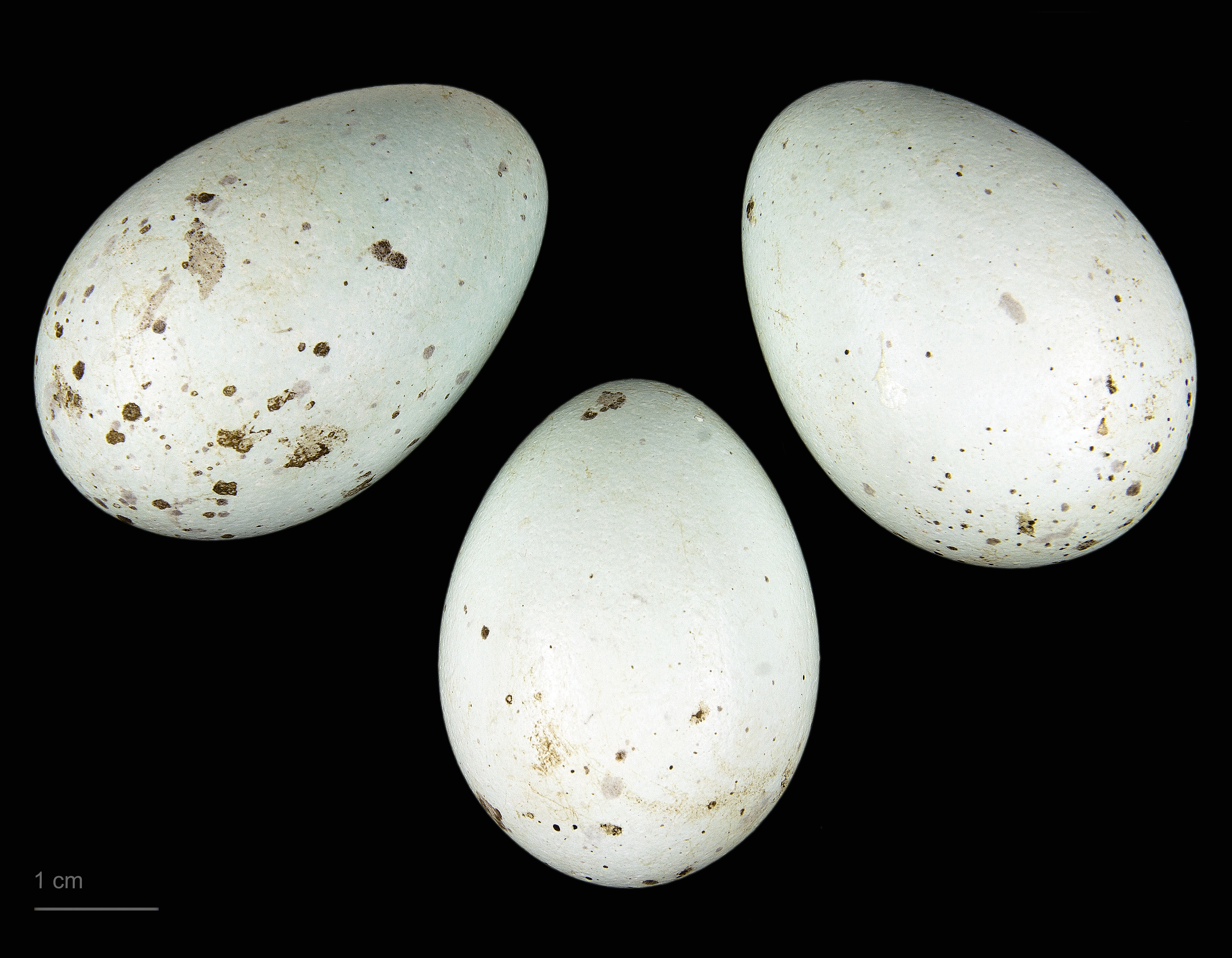
Uovo di Corvus ruficollis - Museo di Tolosa

Si tratta di uccelli rigidamente monogami, le cui coppie si formano attorno ai tre anni d'età e rimangono assieme fino alla morte di uno dei coniugi.
La stagione riproduttiva va da febbraio a giugno, cominciando circa un mese più tardi nelle porzioni nord-orientali dell'areale occupato dalla specie ed anche un paio di mesi prima in quelle centro-meridionali (con le coppie della penisola arabica che cominciano le operazioni di nidificazione già a dicembre).

Il nido, a forma di coppa con ampia piattaforma circostante, viene costruito da ambedue i coniugi poco dopo la formazione della coppia: salvo incidenti, esso viene riutilizzato ad ogni cova, venendo rimaneggiato anno dopo anno. Il nido, costruito con rametti e fibre vegetali intrecciate, è ubicato in punti sopraelevati rispetto all'area circostante, come alberi, vecchi edifici abbandonati o formazioni rocciose.

All'interno del nido la femmina depone 4-5 uova che essa sola si cura di covare (alimentata dal maschio) per i 20-22 giorni necessari alla loro schiusa. I piccoli, nutriti da ambedue i genitori, che fanno continuamente la spola dal nido, cominciano ad esplorare i dintorni del nido attorno ai 37-38 giorni dalla schiusa, involandosi attorno alle 6 settimane di vita: essi tendono tuttavia a restare coi genitori il più a lungo possibile, seguendoli nei loro spostamenti e chiedendo loro l'imbeccata di tanto in tanto (sebbene sempre più sporadicamente man mano che crescono).

## Distribuzione

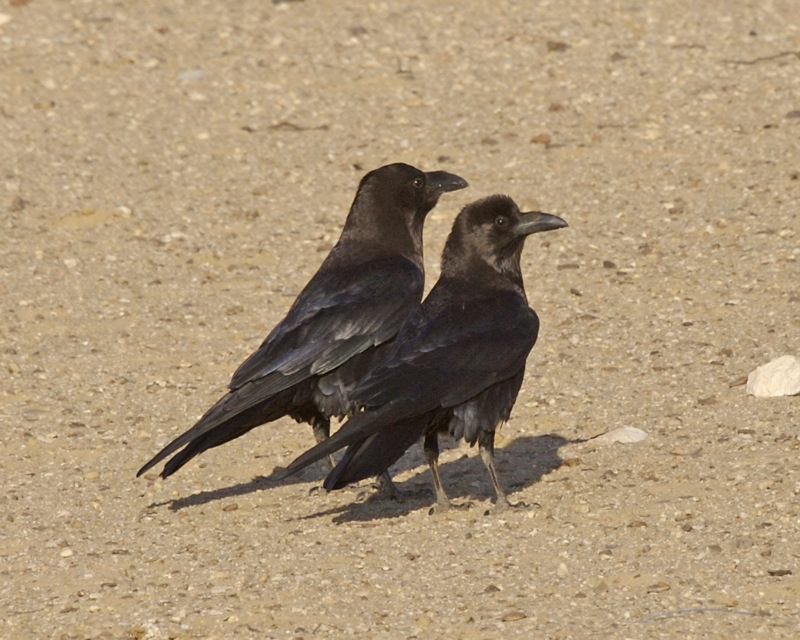
Coppia a El Fayum.

Il corvo collobruno occupa un areale piuttosto ampio, che comprende gran parte del Nordafrica (dal sud del Marocco al nord del Senegal, ad est fino all'Eritrea nord-occidentale), del Medio Oriente (Levante meridionale, penisola araba, il sud dell'Iraq e dell'Iran, ad est fino al Sistan e al Makran) e dell'Asia Centrale (dalle coste orientali del Mar Caspio al Tagikistan e al nord dell'Afghanistan): la specie è inoltre presente a Capo Verde e a Socotra, mentre manca dalle aree costiere del Maghreb (dove viene sostituita dal corvo imperiale) e dal Fezzan meridionale.

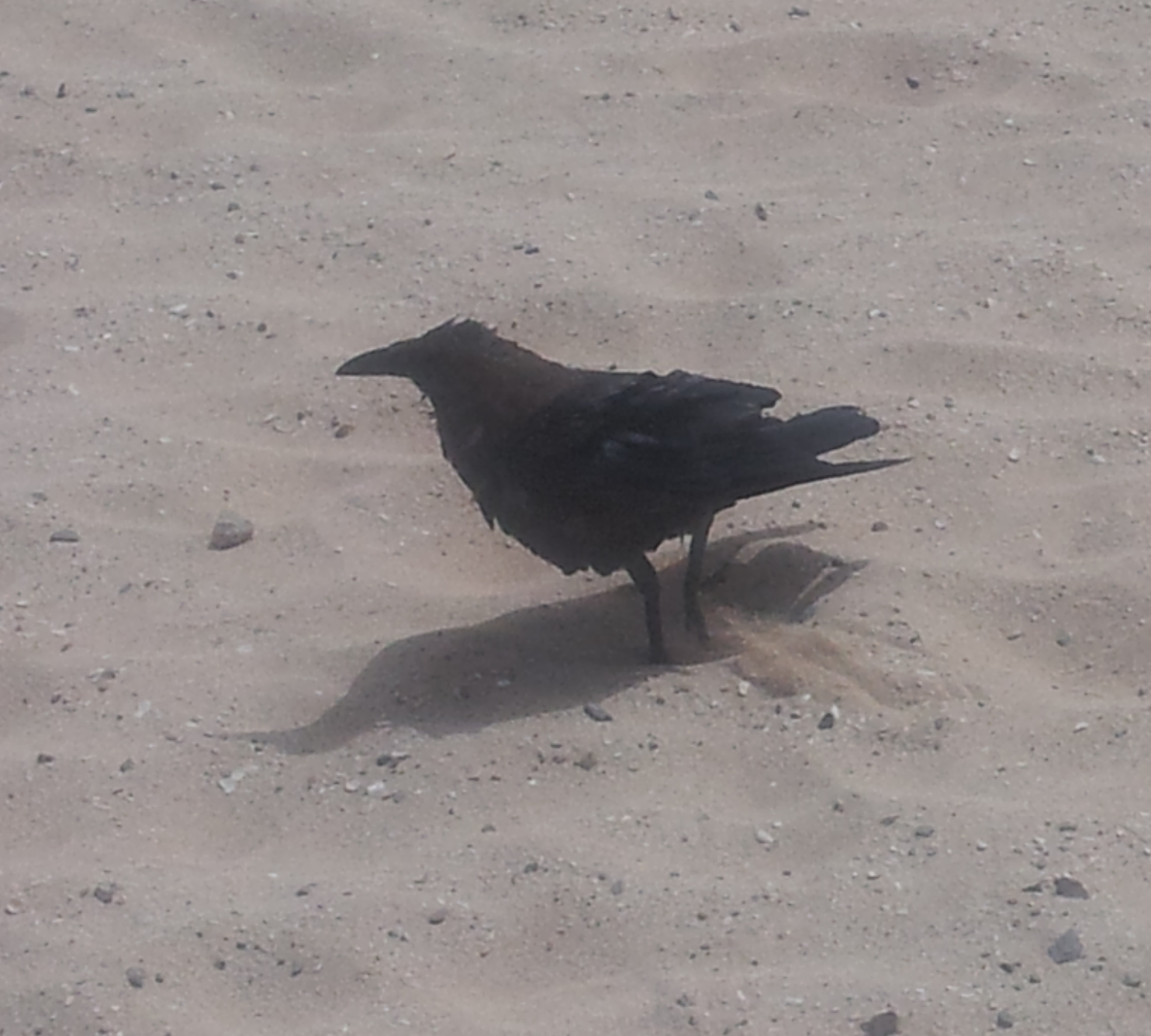
Esemplare a Boa Vista.

Questi uccelli sono generalmente residenti nell'ambito del proprio areale, pur compiendo spostamenti quasi continui nei propri territori alla ricerca di cibo ed acqua: essi, tuttavia, sono in grado di compiere spostamenti anche di una certa entità, migrando verso sud in autunno nella porzione nord-orientale dell'areale e venendo avvistati a sud fino in Kenya settentrionale, in India nord-occidentale e perfino in Italia meridionale (con un singolo avvistamento a Pantelleria.
L'habitat del corvo collobruno è rappresentato dagli ambienti secchi e desertici (dal deserto di pianura alla savana secca ed alle aree aride pedemontane), con presenza di una scarsa vegetazione arborea e cespugliosa: questi uccelli ( risultano piuttosto circospetti, e non mostrano la spiccata antropofilia tipica di altre specie di corvo, anche simpatriche, con le quali pertanto raramente entrano in conflitto.

## Tassonomia
Sebbene alcuni autori sarebbero propensi ad elevare la popolazione di Socotra (di maggiori dimensioni) al rango di sottospecie a sé stante, la specie viene considerata monotipica e strettamente imparentata col corvo somalo (un tempo a sua volta considerato una sottospecie del corvo collobruno) e col corvo bianconero.